# Мали дукат
Мали дукат (лат. Lycaena phlaeas, енгл. small copper) најмања је врста лептира из рода плаваца (Lycaena). Изглед лептира је јединствен, а посебно је упечатљива црвена линија дуж руба задњег крила. Честа је врста која насељава све пределе Европе.